# Thập niên 190
Thập niên 190 hay thập kỷ 190 chỉ đến những năm từ 190 đến 199.